# العلاقات الإندونيسية الليبية
العلاقات الإندونيسية الليبية هي العلاقات الثنائية التي تجمع بين إندونيسيا وليبيا.

## مقارنة بين البلدين
هذه مقارنة عامة ومرجعية للدولتين:
| وجه المقارنة                                              | إندونيسيا         | ليبيا                                       |
| --------------------------------------------------------- | ----------------- | ------------------------------------------- |
| المساحة (كم2)                                             | 1.90 مليون        | 1.76 مليون                                  |
| عدد السكان (نسمة)                                         | 263.99 مليون      | 6.37 مليون                                  |
| الكثافة السكانية (ن./كم²)                                 | 138.94            | 3.62                                        |
| العاصمة                                                   | جاكرتا            | طرابلس                                      |
| اللغة الرسمية                                             | اللغة الإندونيسية | اللغة العربية، اللغة العربية الفصحى الحديثة |
| العملة                                                    | روبية إندونيسية   | دينار ليبي                                  |
| الناتج المحلي الإجمالي (بليون دولار)                      | 1.02 تريليون      | 50.98 مليار                                 |
| الناتج المحلي الإجمالي (تعادل القوة الشرائية) بليون دولار | 2.85 تريليون      | 69.32 مليار                                 |
| الناتج المحلي الإجمالي الاسمي للفرد دولار أمريكي          | 3.35 ألف          |                                             |
| الناتج المحلي الإجمالي للفرد دولار أمريكي                 | 10.52 ألف         | 15.60 ألف                                   |
| مؤشر التنمية البشرية                                      | 0.684             | 0.724                                       |
| رمز المكالمات الدولي                                      | +62               | +218                                        |
| رمز الإنترنت                                              | .id               | .ly                                         |
| المنطقة الزمنية                                           |                   | ت ع م+02:00، توقيت شرق أوروبا               |

## منظمات دولية مشتركة
يشترك البلدان في عضوية مجموعة من المنظمات الدولية، منها:
| علم المنظمة | اسم المنظمة                        | تاريخ انضمام إندونيسيا | تاريخ انضمام ليبيا |
| ----------- | ---------------------------------- | ---------------------- | ------------------ |
|             | مؤسسة التنمية الدولية              | 20 أغسطس 1968          | 1 أغسطس 1961       |
|             | يونسكو                             | 27 مايو 1950           | 27 يونيو 1953      |
|             | وكالة ضمان الاستثمار متعدد الأطراف | 12 أبريل 1988          | 5 أبريل 1993       |
|             | الأمم المتحدة                      | 28 سبتمبر 1950         | 14 ديسمبر 1955     |
|             | الاتحاد البريدي العالمي            | ?                      | ?                  |
|             | البنك الدولي للإنشاء والتعمير      | 13 أبريل 1967          | 17 سبتمبر 1958     |
|             | منظمة التعاون الإسلامي             | ?                      | ?                  |
|             | منظمة حظر الأسلحة الكيميائية       | ?                      | ?                  |
|             | الاتحاد الدولي للاتصالات           | 1949                   | 3 فبراير 1953      |
|             | مؤسسة التمويل الدولية              | 23 أبريل 1968          | 18 سبتمبر 1958     |
|             | منظمة الشرطة الجنائية الدولية      | 5 أكتوبر 1954          | ?                  |

## وصلات خارجية
- موقع وزارة الخارجية الإندونيسية
- موقع وزارة الخارجية الليبية